# Joachim Blüting
Joachim Blüting, auch Plüting, (* 1572 in Kiel; † nach 1643, eventuell 1644) war ein deutscher Hofgerichtsadvokat und Erläuterer des Jütschen Lowbuches.

## Leben und Wirken
Joachim Blüting war der Sohn eines gleichnamigen Vaters (1526–1606) und dessen Ehefrau Catharine, geborene Marquards. Der Vater wirkte als Archidiakon (2. Pastor) an der Kieler Nikolaikirche.
Er studierte ab 1594 an der Universität Rostock und an der Universität Helmstedt. Blüting arbeitete als Hofgerichtsadvokat in Schleswig-Gottorf. Gemäß dem Protokoll der Bestallung vom 25. März 1606 sollte er als Anwalt und „Diener von Haus aus“ Rechtsangelegenheiten des gottorfischen Amtes erledigen. Sein jährliches Gehalt betrug 30 Reichsthaler. Als Amtsanwalt sollte er in allen „streitigen und irrigen Sachen“ mittels „Reden, Rathen und Schreiben“ unterstützen. Bekannt ist, dass er 1610 ein Verhör in einer Verhandlung gegen Wolf Kalundt und dessen Gattin Margaretha, geborene von Eitzen leitete, die ihren Schwiegersohn, den Apenrader Bürgermeister Claus Esmarch, ermordet haben sollten.
Blüting war verheiratet mit Anna Hardisch, die Tochter des Notars Hartwig Hardisch und der Anna Ridisch.

## Werke
Blüting publizierte umfangreich zu juristischen Themen. Sein Hauptwerk, eine Glosse über das Jütsche Lowbuch, schloss er vermutlich 1643 ab. Das Werk, das Eugen Wohlhaupter als „berühmte Glosse“ bezeichnete, erschien erst 1717 erstmals im Druck in Flensburg. Sein Manuskript ist in der Universitätsbibliothek Kiel erhalten. Blüting verwendete dabei die Übersetzungen Blasius Eckenbergers aus den Jahren 1590 und 1593. Er kontrollierte dessen Übersetzung äußerst kritisch und korrigierte sie, wo es ihm möglich war. Die Gerichte des Herzogtums Schleswig mussten Blütings Buch aufgrund eines Reskripts vom 5. Februar 1722 anschaffen. Dabei sollten sie seinen Texten „in iudicano“ nur dort folgen, wo sie mit dem Lowbuch „konform“ wären.
Blüting befasste sich in zwei weiteren nennenswerten Werken mit dem Lowbuch. Vom Erbgangs-Recht nach dem Jütschen Land-Recht oder Low-Buch, in eine gute Ordnung gebracht und dem gemeinen Mann im Herzogthumb Schleswig zu Gute erklähret schloss er vermutlich ebenfalls 1643 ab. Die Observationes iuris Cimbrici sowie Von mancherley Totschlägen im Jütschen Low erschienen 1835 als Beiträge im Druck bei Niels Nikolaus Falck. Falck urteilte, dass Blüting der Hauptkommentator des Jütschen Lowbuches gewesen sei. Bis zu einem bestimmten Grad sei er „eine gesetzlich anerkannte Auctorität“ gewesen. Aufgrund der „practischen Brauchbarkeit“ solle man die Auslegungen sorgfältig beachten, so der Rechtswissenschaftler.
- Glossa, Oder Gründliche Erklährung / Des in hiesigen Landen / absonderlich Im Herzogthum Schleßwig / introducirten oder gebräuchlichen Low= oder Rechts=Buchs / Uber alle desselben drei Theile beschrieben von Herrn JOACHIMUM BLÜTING, Weiland Hoch=Fürstlichen Hoff=Gerichts=Advocaten zu Schleswig/. Bosseck, Flensburg 1717 (uni-heidelberg.de).
- Das Jütische Low-Buch, So in diesen Landen, Vornehmlich Im Hertzogthum Schleßwig, Durch Königl. Befehl introduciret, und biß dato gebräuchlich ist. Sampt einem vermehrt- und verbesserten Repertorio oder Register. Benebst Des Herrn Blütings Glossa oder Erklährung über obgedachtes Low-Buch Vor diesen 2. mahl, als Anno 1593. und Ao. 1603. von Blasio Eichenbergern in Hollsteinischer Sprache heraus gegeben, Anitzo aber Zum Dritten mahl wiederumb in selbiger Sprache Zum Druck befördert durch E. W. [Emanuel Wölffel]. Bosseck, Flensburg 1718 (slub-dresden.de).
- Vom Erbgangsrecht nach dem Jütischen Landrecht oder Lowbuch, it. Observationes novem ad leges Juticas.
- H. R. Hjort-Lorenzen (Hrsg.): Vom Erbgangs-Recht nach dem Jütschen Lowbuch. Kopenhagen 1859 (digitale-sammlungen.de).